# Karel Skalička
Karel Skalička, conegut més tard com a Carlos Skalicka (1 de novembre de 1896 – 1979) fou un jugador d'escacs txecoslovac, exiliat a l'Argentina en esclatar la II Guerra Mundial, i nacionalitzat posteriorment argentí.

## Resultats destacats en competició

### Inicis
El 1923, Skalička va guanyar el torneig de Praga. El mateix any, fou 6è a Berlín. El 1924 empatà als llocs 1r-2n amb Hromádka al torneig de Praga, i posteriorment el mateix any empatà als llocs 4t-5è al I Memorial Kautsky de Praga (el campió fou Jan Schulz).

### Olimpíada de París
El 1924, va participar en la I Olimpíada d'escacs no oficial a París, on Txecoslovàquia hi va guanyar la medalla d'or en la classificació per equips (van puntuar per a l'equip Karel Hromádka, Jan Schulz, Karel Vaněk, i Karel Skalička). En el torneig individual, fou tercer en la primera fase de grups (el seu grup el guanyà Anatol Tschepurnoff), i finalment quedà empatat als llocs 21è a 31è al torneig de consolació (guanyat pel seu compatriota Karel Hromádka). La final del torneig principal (Campionat del món amateur) la guanyà Hermanis Matisons.

### Torneigs locals a Txecoslovàquia
El 1925, fou segon, rere Matisons a Bromley, i empatà al 2n.3r lloc al II Memorial Kautsky de Praga. El 1926 empatà als llocs 1r-3r al III Memorial Kautsky de Praga. El 1927, empatà als llocs 2n a 4t al torneig de Praga (campió: Hromádka). El 1929 empatà als llocs 6è a 8è a Praga (campió: Salo Flohr). El 1930, fou 6è a Praga (campió: Flohr), i posteriorment fou 2n també a Praga altre cop rere Flohr. El 1931/32, empatà als llocs 3r a 5è a Praga VIII Kautsky memorial (campió: Emil Richter). El 1932 assolí el 2n lloc al IX Kautsky memorial (campió: Josef Dobiáš). El 1934, fou 10è a Praga (XI Kautsky memorial) (campió: Karel Opočensky). El 1935, fou 3r al XII Kautsky memorial de Praga (el campió fou Jiří Pelikán). El 1936, fou 16è a Poděbrady (campió: Flohr).

### Olimpíades oficials
Skalička va representar Txecoslovàquia (Protectorat de Bohèmia i Moràvia el 1939) en tres Olimpíades d'escacs oficials, entre 1931 i 1939.
| Any  | Olimpíada      | Ciutat       | Tauler     | Guanyades | Perdudes | Taules |
| ---- | -------------- | ------------ | ---------- | --------- | -------- | ------ |
| 1931 | IV Olimpíada   | Praga        | 1r suplent | 9         | 2        | 3      |
| 1933 | V Olimpíada    | Folkestone   | 1r suplent | 3         | 2        | 0      |
| 1939 | VIII Olimpíada | Buenos Aires | 4t         | 3         | 4        | 1      |

A Praga 1931 hi va guanyar la medalla d'or individual al seu tauler (i Txecoslovàquia va assolir el bronze per equips). A Folkestone 1933 l'equip txecoslovac va guanyar-hi la medalla d'argent.

### Exili a l'Argentina
La II Guerra Mundial esclatà durant la VIII Olimpíada, i Skalička, igualment com molts d'altres components d'equips europeus, va decidir quedar-se a l'Argentina.
El 1945, Carlos Skalicka va empatar als llocs 2n a 5è amb René Letelier, Enrique Reinhardt i Moshe Czerniak al torneig Quilmes (campió: Gideon Stahlberg). El 1945/46, empatà als llocs 1r-2n amb Letelier, per davant entre d'altres de Movsas Feigins i Jiří Pelikán a Buenos Aires (Círculo La Régence).